# Empoasca amicis
Empoasca amicis är en insektsart som beskrevs av Ross 1963. Empoasca amicis ingår i släktet Empoasca och familjen dvärgstritar. Inga underarter finns listade i Catalogue of Life.